# 常在戦場
常在戦場（じょうざいせんじょう）とは、日本の格言、ことわざ、軍事用語。

## 概要
「常在戦場」とは常に戦場にいるかのような緊張感・臨場感を持って物事に取り組む・成す事の大切さを意味する言葉である。
「常在戦場」の文字は戦国時代から江戸時代に地方を治めた牧野家の家訓であり、牧野家は三河国牛久保（現・愛知県牛久保町）の城主から江戸時代には長岡藩（現・新潟県長岡市）の藩主になり「常在戦場」も長岡藩の藩訓となった。
旧日本軍でも訓語として使われていた。
自衛隊でもモチベーションを高めて成功するための訓語の1つとなっており、ある2等陸尉は2021年の取材に対して「この言葉に感銘を受け、平時からのモチベーションの持ち方について考えさせられました。厳しい任務に当たるときは準備段階からこの言葉を思い出すことで、気力が限界を迎える前に前向きになり、踏ん張り続けることができます。」と述べている。